# Tchawa
Tchawa (auch: Chawa, Tiawa, Tyawa) ist ein Dorf in der Landgemeinde Gothèye in Niger.

## Geographie
Tchawa liegt am linken Ufer des Flusses Sirba in der Landschaft Liptako. Nördlich des Dorfs erhebt sich der 294 m hohe Hügel Koukoudiogou. Es ist Teil der Übergangszone zwischen Sahel und Sudan. Tchawa befindet sich rund 49 Kilometer südwestlich des Hauptorts Gothèye der gleichnamigen Landgemeinde und des gleichnamigen Departements Gothèye, die zur Region Tillabéri gehört. Zu den Siedlungen in der näheren Umgebung von Tchawa zählen Waraw im Nordwesten, Boulkagou und Touré im Nordosten sowie Bossey Bongou im Süden.

## Geschichte
Der Überlieferung nach waren die ersten Bewohner des Dorfs Angehörige der ethnischen Gruppe der Gourmantché. Die Patriotische Front der Befreiung der Sahara verübte in Tchawa am 16. Mai 1994 einen Terrorangriff auf die Streitkräfte Nigers und tötete dabei mit automatischen Schusswaffen 40 Menschen. Das Bergbauunternehmen Société des Mines du Liptako (SML) betrieb von 2004 bis 2013 bei Tchawa die industrielle Samira-Goldmine. Die SML gehörte zu 80 Prozent dem kanadischen Unternehmen Semafo und zu 20 Prozent über die Société du Patrimoine des Mines du Niger (SOPAMIN) dem nigrischen Staat. Der spätere Bergbauminister Moussa Hassane Barazé wirkte als Generaldirektor der SML. Auch Abdallah Boureima, der früher Finanzminister Nigers gewesen war, arbeitete für das Unternehmen.
Im Jahr 2009 trat der Fluss Sirba über die Ufer und überschwemmte das Dorf. Von 2017 bis 2019 kam es in Niger zu einem signifikanten Anstieg von Angriffen auf Schulen durch Boko Haram, ISGS und weitere islamistische Terrorgruppierungen. Die Schule in Tchawa wurde 2018 attackiert und blieb danach für lange Zeit geschlossen. Das Armed Conflict Location and Event Data Project erfasste für das erste Quartal 2024 in der Region Tillabéri insgesamt 122 gewaltsame Konfliktfälle mit 394 Toten und nannte Tchawa unter den betroffenen Orten.

## Bevölkerung
Bei der Volkszählung 2012 hatte Tchawa 753 Einwohner, die in 88 Haushalten lebten. Bei der Volkszählung 2001 betrug die Einwohnerzahl 2906 in 356 Haushalten.

## Wirtschaft und Infrastruktur
Es gibt eine Grundschule im Dorf. Durch Tchawa verläuft die 72,52 Kilometer lange Route 685 zwischen der Samira-Goldmine und der Nationalstraße 4 bei der Djibo-Bakary-Brücke über den Fluss Niger. Es handelt sich um eine einfache Landstraße.